# St Budeaux (parish)
St Budeaux var en civil parish fram till 1951 då den blev en del av Plymouth, i grevskapet Devon, i England. Denna civil parish hade 1 819 invånare år 1931.